# San Paolo di Jesi
San Paolo di Jesi (bis 1863 einfach San Paolo) ist eine italienische Gemeinde mit 893 Einwohnern (Stand 31. Dezember 2023) in der Provinz Ancona in der Region Marken. Sie liegt im Zentrum der Castelli di Jesi, dem Anbaugebiet des Verdicchio-Weins.

## Geographie
San Paolo di Jesi liegt circa 12 Kilometer südwestlich von Jesi, und 40 Kilometer südwestlich der Provinzhauptstadt Ancona. Der Ort befindet sich auf einem Hügel über dem Fluss Esino, auf einer Höhe von 224 m. Nachbargemeinden sind Cupramontana, Jesi, Monte Roberto und Staffolo.

## Verkehr
Die Gemeinde ist durch die Staatsstraße SS 76 mit Ancona verbunden. Eine Buslinie verbindet San Paolo di Jesi mit Staffolo und Jesi.

## Geschichte
San Paolo wurde 1275 zum ersten Mal urkundlich erwähnt, als Burg des Gebiets von Jesi. Mit Jesi, unter dessen Verwaltung es blieb, kam es im 15. Jahrhundert an den Kirchenstaat. In napoleonischer Zeit von 1806 bis 1812 war es mit der Nachbargemeinde Monte Roberto zusammengelegt, während des Faschismus ab 1928 mit derjenigen von Staffolo. Seit 1946 ist San Paolo wieder eine eigenständige Gemeinde.

## Sehenswürdigkeiten
Im historischen Zentrum liegt die Pfarrkirche San Paolo vom Ende des 18. Jahrhunderts und der Palazzo Comunale mit seinem Turm, dem Torre Civico aus der gleichen Zeit.